# Pallag Márton
Pallag Márton (Debrecen, 1991 –) Junior Prima díjas magyar színész, fizikai színházi koreográfus-rendező. 

## Életpályája
2005–2009 között a helyi Ady Endre Gimnáziumban tanult. 2009–2014 között a Színház- és Filmművészeti Egyetem színházrendező – fizikai színházi koreográfus-rendező szakán tanult, Horváth Csaba és Lukáts Andor osztályában. 2014-től a Forte Társulatban dolgozott. 2024-től a Nemzeti Színház tagja.

### Magánélete
Felesége Petrik Andrea színésznő. Első gyermekük, Benedek 2020-ban született. Második gyermekük 2021 decemberében született.

## Színházi szerepei

### Nemzeti Színház
- Olasz szalmakalap(2025) - Bobin, Nonancourt unokaöccse
- A kaukázusi krétakör - Arszen Kazbeki / Őrvezető / Menekült / Vendég
- A Mester és Margarita - Behemót
- Egri csillagok - Bálint pap, Márton pap, Janicsár
- Csongos és Tünde - Kalmár

## Filmes és televíziós szerepei
- Kilakoltatás (2022) ...Lóri
- Gólkirályság (2024) ...Rendőr

## Díjai, elismerései
- Junior Prima díj (2020)[8]
- Gábor Miklós-díj (2022)[9]